# Suus
«Suus» es una canción de la cantante albanesa Rona Nishliu. Fue escrita por Nishliu, mientras que la música fue compuesta por Florent Boshjaku.
Aunque la canción está interpretada en su totalidad en albanés, el título está en latín y es el pronombre posesivo en tercera persona, lo que significar "su". Su traducción oficial es "Personal" (en albanés: Personale; për veten).

## Festival de la Canción de Eurovisión 2012
El 11 de diciembre de 2011, Rona participó en el concurso Festivali I Këngës 50, con el que obtuvo el primer lugar y le dio el derecho de representar al país en el Festival de la Canción de Eurovisión 2012, luego de obtener la máxima puntuación (doce puntos) de cinco de los siete integrantes del jurado albanés. En el festival, participó en la primera semifinal, de la que logró clasificarse en el 2° puesto con 146 puntos. En la ceremonia final, realizada en Bakú, Azerbaiyán el 26 de mayo, Rona alcanzó el 5° lugar de 26 países, con 146 puntos, convirtiéndose en la mejor posición alcanzada por el país durante toda su participación en Eurovisión.